# Sindheres
Sindheres is een geslacht van kreeftachtigen uit de klasse van de Malacostraca (hogere kreeftachtigen).

## Soort
- Sindheres karachiensis Kazmi & Manning, 2003